# Puidoux
Puidoux (toponimo francese) è un comune svizzero di 2 863 abitanti del Canton Vaud, nel distretto di Lavaux-Oron.

## Geografia fisica

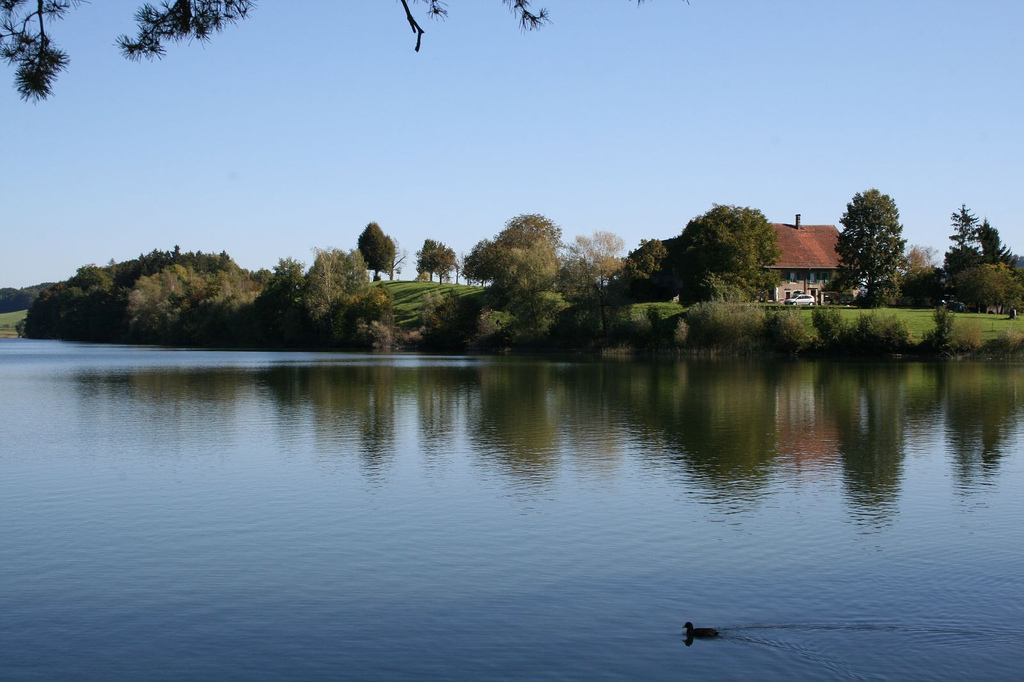
Il lago di Bret

Puidoux si affaccia sul lago di Ginevra e comprende il lago di Bret.

## Storia
Il comune di Puidoux è stato istituito nel 1810 per scorporo da quello di Saint-Saphorin.

## Monumenti e luoghi d'interesse

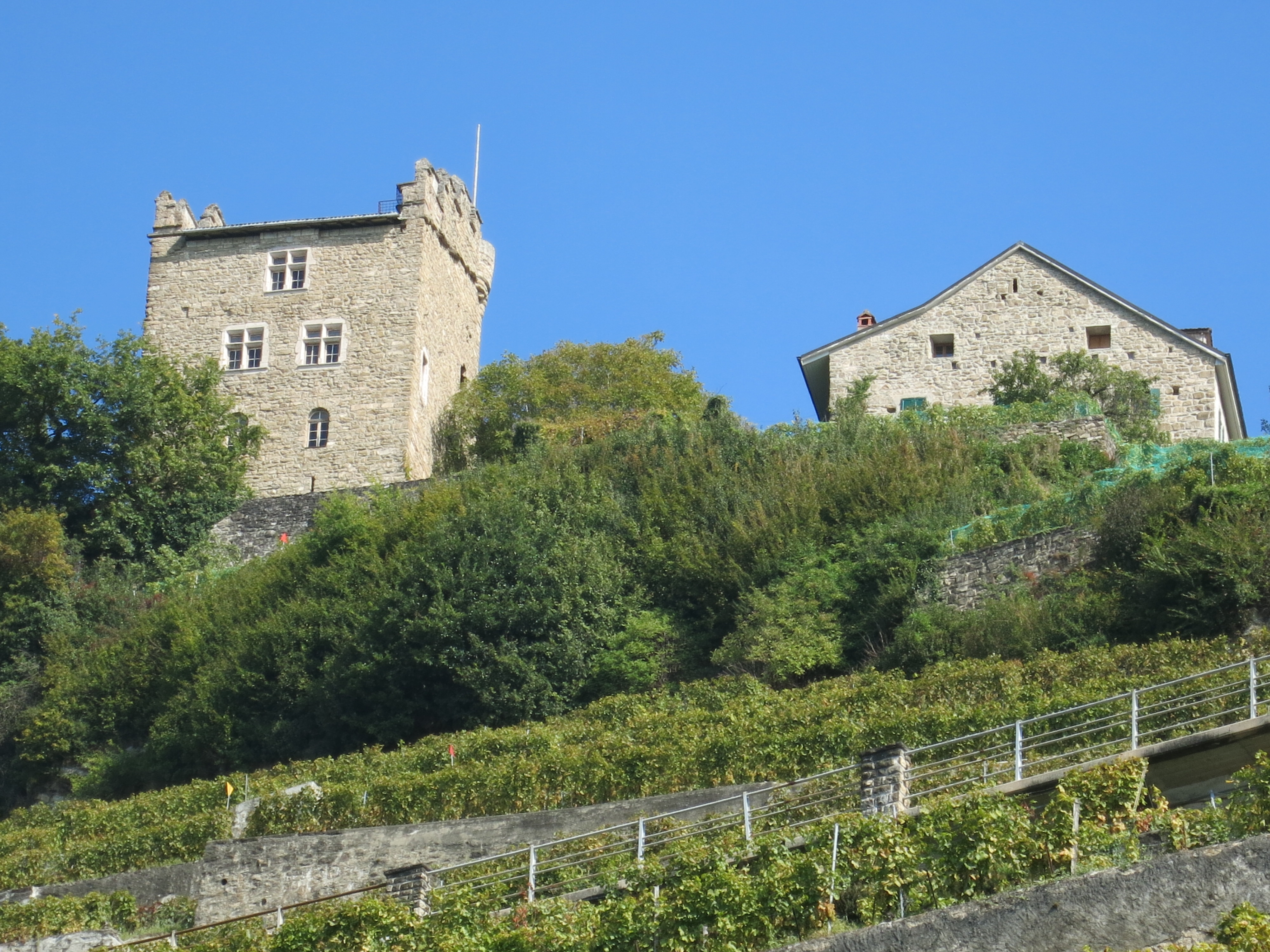
La torre di Marsens

- Cappella di San Nicola, eretta nel X-XI secolo e ricostruita nel 1394 e nel 1746[1];
- Torre di Marsens, attestata dal 1272 e ricostruita nel XV secolo[2].

## Società

### Evoluzione demografica
L'evoluzione demografica è riportata nella seguente tabella:
Abitanti censiti

## Infrastrutture e trasporti

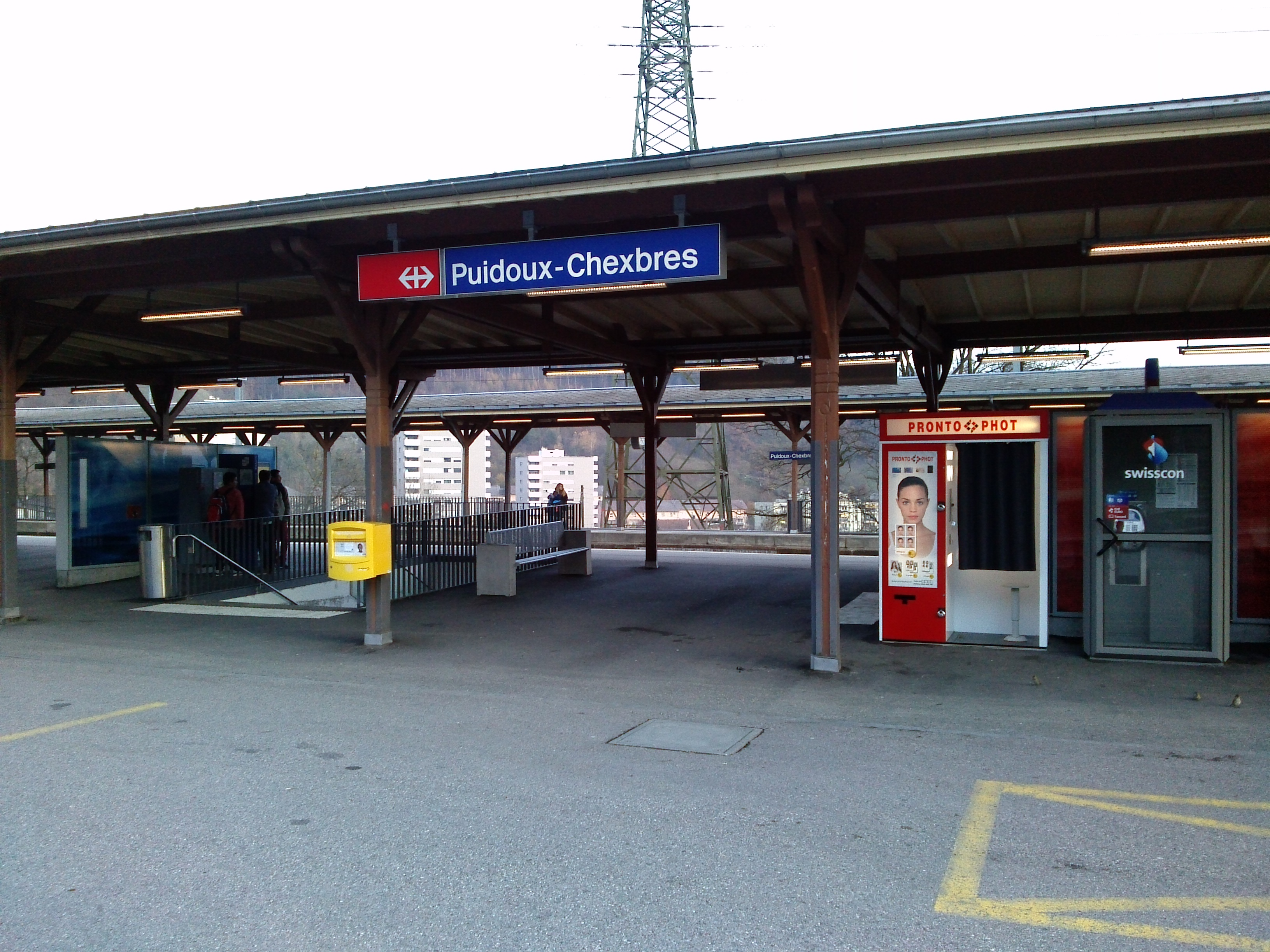
La stazione di Puidoux-Chexbres

Puidoux è servito dalla stazione di Puidoux-Chexbres sulla ferrovia Losanna-Berna, capolinea della ferrovia Vevey-Chexbres (linea S7 della rete celere del Vaud), e da quella di Moreillon.

## Amministrazione
Ogni famiglia originaria del luogo fa parte del cosiddetto comune patriziale e ha la responsabilità della manutenzione di ogni bene ricadente all'interno dei confini del comune.